# José Yates
José Rodrigo Yates González (n. Talca, 24 de marzo de 1972) es un exfutbolista chileno que jugaba como guardameta. Actualmente es parte del cuerpo técnico de las divisiones inferiores del Club Rangers de Talca.

## Trayectoria
Inició su carrera en Rangers de Talca, equipo donde logra llegar a la final de la Copa Chile en 1996, donde fue derrotado por Colo-Colo, equipo que en ese mismo año, ganó también el título del Torneo Nacional. Su buena actuación lo llevó a ser contratado precisamente por Colo-Colo, aunque no fue un titular estable, ya que fue relegado por Marcelo Ramírez y Claudio Arbiza. Luego pasó a Deportes Iquique, Coquimbo Unido, Deportes La Serena y Deportes Ovalle.
El año 2004 pasa por Palestino sin conseguir mayores logros. En 2006 recala en Ñublense, donde consiguió un ascenso a Primera División. Al año siguiente llega a Deportes Copiapó, equipo que disputa la liguilla de promoción, pero que no logra ascender a la División de Honor del fútbol chileno.
Su paso por Copiapó duró hasta 2009, año en que ficha por San Marcos de Arica, equipo con el cual , tampoco pudo lograr el ascenso al fútbol de honor. Lamentablemente su participación se vio muy reducida, ya que en abril sufrió una grave lesión. En medio de un partido frente a Deportes Concepción, chocó accidentalmente con un jugador rival, fracturándose el húmero. Está casado y tiene tres hijos. 

## Clubes
| Club                | País  | Año       |
| ------------------- | ----- | --------- |
| Rangers             | Chile | 1993-1996 |
| Colo-Colo           | Chile | 1997-1998 |
| Deportes Iquique    | Chile | 1999      |
| Coquimbo Unido      | Chile | 2000-2003 |
| Palestino           | Chile | 2004      |
| Deportes La Serena  | Chile | 2004      |
| Deportes Ovalle     | Chile | 2005      |
| Ñublense            | Chile | 2006      |
| Deportes Copiapó    | Chile | 2007-2008 |
| San Marcos de Arica | Chile | 2009-2010 |

## Palmarés

### Campeonatos nacionales
| Título           | Club      | País  | Año    |
| ---------------- | --------- | ----- | ------ |
| Primera B        | Rangers   | Chile | 1993   |
| Primera División | Colo-Colo | Chile | 1997-C |
| Primera División | Colo-Colo | Chile | 1998   |